# Kanata Aikawa
Kanata Aikawa (相川奏多 Aikawa Kanata?, 20 de octubre de 2004) es una seiyū japonesa, nacida en la Prefectura de Hyōgo, Japón, conocida principalmente por su rol de Ai Ohto en el anime Wonder Egg Priority. Está afiliada a la agencia Music Ray'n.

## Biografía
Cuando era niña estaba interesada por el canto, y cuando estaba en la escuela primaria quería conseguir un trabajo cantando, pero cuando estaba en quinto y sexto grado, se aficionó por el anime y se dio cuenta de la existencia de los seiyū. Además, en su programa favorito que estaba viendo, canto el tema final, así que aprendió que "¡los actores de doblaje también pueden cantar canciones!", lo que hizo que se interesara aún más en el negocio de los actores de voz. También menciona que en "Nanatsu no Taizai", en el que Sora Amamiya estaba a cargo del tema final, hizo que le interesara todavía más el tema.
En la escuela secundaria, jugaba baloncesto debido a la influencia de su padre, que es bueno en ese deporte, y a partir de esa influencia se aficionó al anime Kuroko no Basket, y aunque inicialmente estaba tratando de unirse al club de baloncesto, finalmente se unió a otras actividades de como lo fue el club de teatro en inglés.
Solicitó una audición porque sentía era hora de un desafío y cuando sus padres le enseñaron la audición para Music Ray'n decidió hacerlo. Después de eso, dado que pasó el examen de documentación, pasó al segundo examen. Después de eso, pasó el tercer examen y estuvo en un campo de entrenamiento para el examen final.
En 2021, protagonizó por primera vez el papel de Ai Ohto, el personaje principal de la serie "Wonder Egg Priority".

## Filmografía
Los papeles principales están en negrita.

### Anime
2021
- Wonder Egg Priority como Ai Ohto[3]
- IDOLY PRIDE como Suzu Narumiya